# 追夢 Do Re Mi
《追夢 Do Re Mi》，是台灣電視界首創的「電視棚內音樂歌舞劇」，以結合舞台劇的節奏跟電視劇的模式來呈現，由方宥心、孫自佑、古欣玉、林俊逸、姚黛瑋、張克帆等演員領銜主演，並在2019年2月4日於公共電視 除夕夜晚上21:00正式首播。

## 播出時間
以下時間以當地時間（台灣時間）為準

### 電視首播
| 片名          | 頻道       | 播放日期     | 播放時間                  |
| ------------- | ---------- | ------------ | ------------------------- |
| 追夢 Do Re Mi | 公共電視台 | 2019年2月4日 | 21:00-22:00播出（含廣告） |

### 電視重播
| 片名          | 頻道       | 播放日期     | 播放時間                  |
| ------------- | ---------- | ------------ | ------------------------- |
| 追夢 Do Re Mi | 公共電視台 | 2019年2月5日 | 14:30-15:30播出（含廣告） |
| 追夢 Do Re Mi | 公視2台    | 2019年2月5日 | 18:00-19:00播出（含廣告） |
| 追夢 Do Re Mi | 公視3台    | 2019年2月5日 | 20:00-21:00播出（含廣告） |

## 演員列表

### 主要演員
| 演員   | 角色    | 介紹 |
| 方宥心 | 朵朵    | 天性害羞，任勞任怨的工作，節目中場記助理與訂便當小妹，認為每一首歌曲都要好好詮釋，在羅密歐與茱麗葉短劇中飾演僕人。 |
| 孫自佑 | 阿瑞    | 個性斯文靦腆，常常嘴說不行，15號參賽者，對前女友深愛長達8年感情一直揮之不去，在羅密歐與茱麗葉短劇中飾演羅密歐。    |
| 古欣玉 | 咪咪    | 擁有天真浪漫性格，23號參賽者，飾演茱麗葉。精通塔羅牌占普術，非常信仰宇宙學，在羅密歐與茱麗葉短劇中飾演茱麗葉。     |
| 林俊逸 | 振強    | 年輕時也是一位戲劇小演員，現任節目導演，也是節目評審之一，在羅密歐與茱麗葉短劇評審考驗中客串飾演命運之神。         |
| 姚黛瑋 | Candy姊 | 節目評審之一，心中最大心願是演能夠演一女主角的戲，對節目的把關有一定堅持，在灰姑娘短劇評審考驗中客串飾演女警。     |
| 張克帆 | 王冠軍  | 節目製作人，該選秀節目的總策畫人，也是節目評審之一，在梁山伯與祝英台短劇評審考驗中客串飾演蝴蝶精。                 |

### 其他演員
| 演員   | 角色   | 介紹                                                                                                   |
| 黃仲崑 | 過哥   | 經營遠方卡拉OK店的老闆，平時最大興趣是老伴龍姊在店內唱歌跳舞培養感情，與龍姊自稱是現代神鵰俠侶組合。   |
| 苗可麗 | 龍姊   | 經營遠方卡拉OK店的老闆娘，平時最大興趣是老伴龍姊在店內唱歌跳舞培養感情，與過哥自稱是現代神鵰俠侶組合。 |
| 許雅雯 | 李晴   | 1號參賽者，在灰姑娘短劇中飾演灰姑娘角色。                                                              |
| 卓義峰 | 阿峰   | 7號參賽者，因為吃素食緣故，主動棄權參賽。                                                              |
| 王鏡冠 | 老伯   | 9號參賽者，在梁山伯與祝英台短劇中飾演梁山伯角色。                                                      |
| 范頤   | 祝英台 | 13號參賽者，在梁山伯與祝英台短劇中飾演祝英台角色。                                                     |
| 范植強 | 嘔吐男 | 26號參賽者，在灰姑娘短劇中飾演馬夫角色。                                                               |
| 呂紹齊 | 道具人 | 27號參賽者，在梁山伯與祝英台短劇中飾演馬文才角色。                                                     |
| 王若蓁 |        | |
| 李語柔 |        | |
| 林彙筑 |        | |
| 邱仕惠 |        | |
| 許愷壬 |        | |
| 孫暐程 |        | |
| 陳鈺翔 |        | |

## 電視劇歌曲
| 曲別   | 歌名   | 演唱者       | 作詞   | 作曲   |
| ------ | ------ | ------------ | ------ | ------ |
| 主題曲 | 朋友歌 | 陶大偉、孫越 | 陶大偉 | 陶大偉 |

## 歌舞劇中歌曲
| 歌曲               | 作詞人         | 作曲人                   | 原唱者         |
| ------------------ | -------------- | ------------------------ | -------------- |
| 《我期待》         | 張雨生         | 張雨生                   | 張雨生         |
| 《我是一隻小小鳥》 | 李宗盛         | 李宗盛                   | 趙傳           |
| 《我要飛》         | 鄔裕康、阿怪   | 陳志遠                   | 張惠妹         |
| 《屋頂》           | 周杰倫         | 周杰倫                   | 吳宗憲、溫嵐   |
| 《精舞門》         | 陳鎮川         | Daniel Bedingfield       | 羅志祥         |
| 《美麗新世界》     | 李天龍、顏璽軒 | 李天龍                   | S.H.E          |
| 《自由》           | 張震嶽         | 張震嶽                   | 李心潔         |
| 《PLAY我呸》       | 李格弟         | 倪子岡                   | 蔡依林         |
| 《放開你的頭腦》   | 小蟲           | 小蟲、Jerry Lo           | 梅艷芳         |
| 《愛的初體驗》     | 張震嶽         | 張震嶽                   | 張震嶽         |
| 《十分鐘的戀愛》   | 徐熙娣         | 塗惠元                   | ASOS           |
| 《看我72變》       | 陳鎮川         | Edward Chan、Charles Lee | 蔡依林         |
| 《美麗的花蝴蝶》   | 張洪量         | 張洪量                   | 張洪量         |
| 《子曰》           | 武雄、卜學亮   | 黃舒駿                   | 卜學亮、曾寶儀 |
| 《有一點動心》     | 厲曼婷         | 曹俊鴻                   | 張信哲、劉嘉玲 |
| 《請跟我來》       | 梁弘志         | 梁弘志                   | 蘇芮、虞戡平   |
| 《What's Up》      | Linda Perry    | Linda Perry              | 4 Non Blondes  |
| 《朋友歌》         | 陶大偉         | 陶大偉                   | 陶大偉、孫越   |

## 工作人員列表

### 製作團隊
- 戲劇總監：趙自強、如果劇團
- 編導群：趙自強、徐琬瑩、沈斻、賴佩瑩、關達蔚
- 音樂總監：李兆雄
- 樂隊鼓手：李兆雄
- 樂隊鍵盤：劉懷仁
- 樂隊吉他：歐冠廷
- 樂隊貝斯：周佳吟
- 製作人：張硯田
- 製片：王心賢
- 企劃：蔡禹信
- 音樂設計：蔡禹信
- 編曲：劉懷仁
- 編舞：黃智宏
- 製作群：徐君葦、張耀仁、許雅婷、楊蕙茹、黎彥萱、鄭力愷、章尚群、姜致亘、賴伯軒
- 服裝設計：蔡毓芬
- 服裝：黃美娟、徐素貞、王曉婷、衛雅鮮
- 梳妝：亮瑟工作室、曾翊琳、徐淑娟、陳郁菁、鐘耀進、翁心怡、許吟慈、陳莉莉、王瓊貞、郭心怡
- 美術指導：吳明昇
- 片頭字設計：劉中和
- 片頭動畫：陳家鳳
- 歌曲動畫：許凱倫
- 後製執行：詹惠茹
- 序場調光：陳柏宇
- 後製剪輯：陳建國、黃偉嘉
- 花絮導演：鐘文源
- 音效：鄧茂茲
- 攝影：黃培理、覃國昌、林立仁、葉劉玄釗、揭皓崴、黃正光、林崑峰、陳介偉
- 攝影助理：賴俊誠、商愷哲、張勤
- 成音：蔡振隆、張善智、林精輝
- 成音助理：楊家銘、陳嘉宏
- 燈光：李元嶽、陳佳宏、陳國安
- 燈光助理：鐘煜翔、李冠男
- 燈光工程：明利燈光
- 音響工程：穩立音響
- 場務：郭谷軒、吳英賢、雅各
- 視訊：陳怡和、陳學傑、梁軒誌
- 現場指導：林福清
- 技術指導：黃月俊、闕昀澤、吳慶和、游正龍
- 助理導播：王麗卿、賴玉庭
- 導播：梁遠毅
- 製作公司：公共電視臺

## 外部連結
- 追夢 Do Re Mi 官方網站 （页面存档备份，存于）
- 追夢 Do Re Mi的Facebook專頁
- 追夢 Do Re Mi－YouTube